# Мурзаканов, Азамат Анзорович
Азама́т Анзо́рович Мурзака́нов (род. 12 апреля 1989, село Кызбурун III, республика Кабардино-Балкария) — российский боец черкесского(кабардинского) происхождения, рукопашного боя и боец смешанных единоборств, представитель полутяжёлой весовой категории. Четырёхкратный чемпион мира по рукопашному бою. Заслуженный мастер спорта. Выступает на профессиональном уровне начиная с 2010 года, действующий боец UFC в полутяжелом весе, известен по участию в турнирах бойцовских организаций Brave CF, ProFC и др. Владел титулом чемпиона гран-при Brave CF в свободном весе. Занимает 11 строчку официального рейтинга UFC в полутяжелом весе.

## Карьера в смешанных единоборствах

### Ранняя карьера
Дебют Мурзаканова в профессиональном ММА состоялся 13 февраля 2010 года против Анзора Хакимова на турнире ProFC — Union Nation Cup 5. Мурзаканов нокаутировал своего оппонента за 10 секунд.
После этого боец долго не выступал и вернулся спустя 5 лет. Одержав победы в 6 боях, в том числе над Андре Мунисом, Мурзаканов получил возможность подписать контракт с организацией Brave CF.
15 ноября 2019 года промоушен организовал в Бахрейне турнир Brave CF 29, на котором провел гран-при в открытой весовой категории. Четверо бойцов за одну ночь бились за новый чемпионский пояс. Мурзаканов в полуфинале победил единогласным решением судей Гуто Иносенте, в то время как Мохаммад Фахреддин нокаутировал Клебера Силву, после чего бойцы встретились в финале. Мурзаканов отправил Фахреддина в нокаут апперкотом в первом раунде, за что получил 100 тысяч долларов и автомобиль.
После простоя в 2 года Мурзаканов был приглашен в претендентскую серию Дэйны Уайта, в рамках которого нокаутировал в первом раунде бразильца Матеуса Шеффела, получив контракт с UFC.

### Ultimate Fighting Championship
20 ноября 2021 года на UFC Fight Night: Виейра vs. Тейт Мурзаканов должен был встретиться с Марцином Прахнё, но поляк снялся с боя.
4 декабря 2021 года на UFC on ESPN: Фонт vs. Алду сначала был назначен бой с бразильцем Филипе Линсом, а затем с американцем Джаредом Вандераа, но первый снялся с поединка, а второй — не смог получить медицинский допуск.
12 марта 2022 года в прелимах UFC Fight Night: Сантус vs. Анкалаев Мурзаканов все же дебютировал в организации, нокаутировав в третьем раунде ударом колена в голову камерунца Тафона Нчукви.
13 августа 2022 года в главном карде UFC on ESPN: Вера vs. Крус россиянин встретился с представителем США Дэвином Кларком, финишировав его техническим нокаутом на второй минуте 3 раунда.
15 апреля 2023 года на UFC Fight Night: Холлоуэй vs. Аллен вышел в октагон против 14-го номера рейтинга полутяжеловесов американца Дастина Джейкоби, которого победил единогласным решением судей (29–28, 29–28, 29–28). После боя Азамат признался, что в конце второго раунда сломал левую руку.

### Допингидисквалификация
30 декабря 2024 года было объявлено о том, что Мурзаканов получил 180-дневное отстранение за нарушение антидопинговых правил. 8 октября у спортсмена была взята проба, которая показала положительный результат на метаболит LGD 4033, входящий в группу запрещенных анаболиков.
Повторная проба, взятая у спортсмена 31 октября, оказалась отрицательной, что подтверждает версию самого Мурзаканова. Агентство пришло к выводу, что наиболее подходящей санкцией в данном случае будет 90-дневное отстранение. Однако, учитывая, что это повторное нарушение со стороны Мурзаканова, наказание было увеличено вдвое.
Отстранение спортсмена продлилось с 1 ноября 2024 года по 1 мая 2025 года.

## Титулы и достижения

### Смешанные единоборства
Brave Combat Federation
- Победитель открытого чемпионата BRAVE (один раз)

Ultimate Fighting Championship
- «Выступление вечера» (два раза): против Тафона Нчукви и Алонзо Менифилда.

## Статистика в смешанных единоборствах
По данным Sherdog:
| Боёв 15  | Побед 15 | Поражений 0 |
| -------- | -------- | ----------- |
| Нокаутом | 11       | 0           |
| Сдачей   | 1        | 0           |
| Решением | 3        | 0           |

| Результат | Рекорд | Соперник           | Способ                                | Турнир                                                    | Дата             | Раунд | Время | Место                               | Примечание                                  |
| --------- | ------ | ------------------ | ------------------------------------- | --------------------------------------------------------- | ---------------- | ----- | ----- | ----------------------------------- | ------------------------------------------- |
| Победа    | 15-0   | Брендсон Рибейро   | Технический нокаут (удары)            | UFC 316                                                   | 7 июня 2025      | 1     | 3:25  | Ньюарк, Нью-Джерси, США             |                                             |
| Победа    | 14-0   | Алонзо Менифилд    | Нокаут (удары)                        | UFC on ABC: Сэндхэген vs. Нурмагомедов                    | 3 августа 2024   | 2     | 3:18  | Абу-Даби, ОАЭ                       | «Выступление вечера» (2)                    |
| Победа    | 13-0   | Дастин Джейкоби    | Единогласное решение                  | UFC on ESPN: Холлоуэй vs. Аллен                           | 15 апреля 2023   | 3     | 5:00  | Канзас, Миссури, США                |                                             |
| Победа    | 12-0   | Дэвин Кларк        | Технический нокаут (удары)            | UFC on ESPN: Вера vs. Крус                                | 13 сентября 2022 | 3     | 1:18  | Сан-Диего, Калифорния, США          |                                             |
| Победа    | 11-0   | Тафон Нчукви       | Нокаут (удар коленом в голову)        | UFC Fight Night: Сантус vs. Анкалаев                      | 12 марта 2022    | 3     | 0:44  | Лас-Вегас, Невада, США              | Дебют в UFC. «Выступление вечера» (1)       |
| Победа    | 10-0   | Матеус Шеффел      | Технический нокаут (удары)            | Dana White’s Contender Series — Contender Series 2021     | 31 августа 2021  | 1     | 3:00  | Лас-Вегас, Невада, США              |                                             |
| Победа    | 9-0    | Мохаммад Фахреддин | Нокаут (удары)                        | Brave CF 29 — Torres vs. Adur                             | 15 ноября 2019   | 1     | 3:37  | Мадинат-Иса, Бахрейн                | Стал победителем открытого чемпионата BRAVE |
| Победа    | 8-0    | Гуто Иносенте      | Единогласное решение                  | Brave CF 29 — Torres vs. Adur                             | 15 ноября 2019   | 3     | 5:00  | Мадинат-Иса, Бахрейн                | Полуфинал открытого чемпионата BRAVE        |
| Победа    | 7-0    | Георгий Сакаев     | Технический нокаут (удары)            | ACB 57 — Yan vs. Magomedov                                | 15 апреля 2017   | 1     | 1:37  | Москва, Россия                      |                                             |
| Победа    | 6-0    | Андре Мунис        | Нокаут (удары)                        | Tech-Krep FC — International Caucasian Fight Championship | 2 октября 2016   | 1     | 0:50  | Нальчик, Кабардино-Балкария, Россия |                                             |
| Победа    | 5-0    | Богдан Булах       | Болевой приём (залом шеи)             | Edinstvo Sport Club — Battle of Champions                 | 23 июля 2016     | 1     | 0:35  | Нальчик, Кабардино-Балкария, Россия |                                             |
| Победа    | 4-0    | Эрик Эллерби       | Технический нокаут (остановка врачом) | GPG 24 — Fighting for Wounded Soldiers                    | 14 мая 2016      | 1     | 1:52  | Вурхис, Нью-Джерси, США             |                                             |
| Победа    | 3-0    | Алексей Сидоренко  | Единогласное решение                  | EFN — Fight Nights Petersburg                             | 23 октября 2015  | 2     | 5:00  | Санкт-Петербург, Россия             |                                             |
| Победа    | 2-0    | Алек Хубен         | Технический нокаут (удары)            | Ring of Combat 51                                         | 5 июня 2015      | 1     | 0:20  | Атлантик-Сити, Нью-Джерси, США      |                                             |
| Победа    | 1-0    | Анзор Хакимов      | Нокаут (удар)                         | ProFC — Union Nation Cup 5                                | 13 февраля 2010  | 1     | 0:10  | Нальчик, Кабардино-Балкария, Россия | Дебют в полутяжёлом весе ММА                |